# Phalaenopsis singuliflora
Phalaenopsis singuliflora är en orkidéart som beskrevs av Johannes Jacobus Smith. Phalaenopsis singuliflora ingår i släktet Phalaenopsis och familjen orkidéer. Inga underarter finns listade i Catalogue of Life.